# Sicyonia trispinosa
Sicyonia trispinosa is een tienpotigensoort uit de familie van de Sicyoniidae. De wetenschappelijke naam van de soort is voor het eerst geldig gepubliceerd in 1907 door Johannes Govertus de Man. De soort werd ontdekt tijdens de Siboga-expeditie.